# Ночь страха (фильм, 1985)
«Ночь страха» (англ. Fright Night) — фильм ужасов, снятый режиссёром Томом Холландом в 1985 году. Сиквелом фильма является кинокартина «Ночь страха 2». Картина заняла 88 место в списке 500 лучших фильмов ужасов по мнению пользователей сайта IMDb
Картина стала одним из самых успешных кассовых фильмов ужасов в летний сезон 1985 года.

## Сюжет
Подросток Чарли — большой поклонник ужастиков. Однажды он замечает за своим соседом некоторые странности и в слежке за ним обнаруживает, что тот настоящий вампир. Его соседу не нравится раскрытие тайны и он собирается уничтожить Чарли. Никто не собирается ему помогать, потому что никто в вампиров не верит. Отказываются помочь и его девушка, и полиция. За спасением Чарли обращается к известному ведущему программы «Ночь страха» думая, что тот знает все о вампирах. Как оказывается позже, Чарли немного ошибается.

## В ролях
- Крис Сарандон — Джерри Дендридж
- Уильям Рэгсдэйл — Чарли Брюстер
- Аманда Бирз — Эми Питерсон
- Родди Макдауэлл — Питер Винсент
- Стивен Джеффрис — 'Злой' Эд Томпсон
- Джонатан Старк — Билли Коул
- Дороти Филдинг — Джуди Брюстер
- Арт Эванс — Детектив Леннокс
- Стюарт Штерн — Кук

## Продукция
Крейг Спектор (англ. Craig Spector) и Джон Скипп (англ. John Skipp) написали роман-новелизацию, вышедший в 1985 году. Издатель — «Tor Books».
В 1988 году стартовала одноименная серия комиксов от издательства «Now Comics». Серия продержалась 22 выпуска и окончилась в июле 1990 года.
Компьютерная игра в жанре аркады вышла в 1988 году. Разработчик «Amiga». В игре игрок управляет Джерри Дэндриджем и пытается обратить своих жертв в вампиров до восхода солнца.

## Саундтрек
1. «Fright Night» (The J. Geils Band) — 3:45
2. «You Can’t Hide from the Beast Inside» (Autograph) — 4:14
3. «Good Man in a Bad Time» (Ian Hunter) — 3:41
4. «Rock Myself to Sleep» (April Wine) — 2:57
5. «Let’s Talk» (Devo) — 2:52
6. «Armies of the Night» (Sparks) — 4:34
7. «Give It Up» (Evelyn «Champagne» King) — 3:43
8. «Save Me Tonight» (White Sister) — 4:22
9. «Boppin' Tonight» (Fabulous Fontaines) — 3:10
10. «Come to Me» (Brad Fiedel) — 3:54

## Награды и номинации
- 1986 — Премия Сатурн:

Лучший фильм ужасов (выиграл)
Лучший сценарий — Том Холланд (выиграл)
Лучший актёр второго плана — Родди Макдауэлл (выиграл)
Лучший режиссёр — Том Холланд (номинация)
Лучший актёр — Крис Сарандон (номинация)
Лучшие спецэффекты — Ричард Эдлунд (номинация)
- 1986 — Приз Дарио Ардженто на МКФ в Авориазе